# Pinge Weißer Stahlberg Rübeland
Pinge Weißer Stahlberg Rübeland este o arie protejată (arie specială de conservare — SAC, sit de importanță comunitară — SCI) din Germania întinsă pe o suprafață de 0,01 ha, integral pe uscat.

## Localizare
Centrul sitului Pinge Weißer Stahlberg Rübeland este situat la coordonatele 51°45′22″N 10°51′54″E / 51.7561°N 10.865°E.

## Înființare
Situl Pinge Weißer Stahlberg Rübeland a fost declarat sit de importanță comunitară în martie 2004 pentru a proteja 4 specii de animale. Situl a fost protejat și ca arie specială de conservare în martie 2013.

## Biodiversitate
Situată în ecoregiunea continentală, aria protejată nu include niciun habitat protejat.
La baza desemnării sitului se află mai multe specii protejate de  mamifere (4): liliac cârn (Barbastella barbastellus), liliac cu urechi mari (Myotis bechsteinii), liliac de iaz (Myotis dasycneme), liliac comun (Myotis myotis)
Pe lângă speciile protejate, pe teritoriul sitului au mai fost identificate 9 specii de mamifere.